# Light a Wish
Light a Wish — второй сингловой альбом южнокорейской гёрл-группы Lightsum. Состоит из трех синглов включая ведущий сингл «Vivace». Был выпущен 13 октября 2021 года лейблом Cube Entertainment и был распространен Kakao Entertainment.

## Предпосылки и релиз
24 сентября Cube Entertainment объявили, что Lightsum выпустит свой второй сингл под названием Light a Wish 13 октября. 28 сентября было опубликовано расписание. Фото-тизеры были выпущены 30 сентября и 1 октября. 6 октября был выпущен видео-тизер. 7 октября был выпущен аудио-тизер. Перед выпуском сингла, 13 октября 2021 года, Lightsum провели шоукейс, чтобы представить сингл. Сингл-альбом вместе с музыкальным видео на песню «Vivace» был выпущен в тот же день.

## Коммерческий успех
Light a Wish дебютировал на 7-й позиции в чарте альбомов Южной Кореи Gaon в выпуске чарта от 10-16 октября 2021 года.

## Список треков
| №                   | Название            | Текст песни               | Музыка                                                         | Аранжировка                                 | Длительность |
| ------------------- | ------------------- | ------------------------- | -------------------------------------------------------------- | ------------------------------------------- | ------------ |
| 1.                  | «Vivace»            | Tenzo Wwwave (PaperMaker) | Tenzo Wwwave (PaperMaker)                                      | Wwwave (PaperMaker)                         | 3:35         |
| 2.                  | «You, Jam»          | Jinli (Full8loom)         | Faces of Glory (Full8loom) Jinli (Full8loom) Yuka (Full8loom)  | Faces of Glory (Full8loom) Yuka (Full8loom) | 3:19         |
| 3.                  | «Popcorn»           | Jo Yoon-kyung             | Steven Lee Andreas Stone Johansson Laurell Barker Joe Lawrence | Joe Lawrence Steven Lee                     | 3:27         |
| Общая длительность: | Общая длительность: | Общая длительность:       | Общая длительность:                                            | Общая длительность:                         | 10:21        |

## Чарты
| Чарты (2021)            | Высшая позиция |
| ----------------------- | -------------- |
| Республика Корея (Gaon) | 7              |

## История релиза
| Регион           | Формат                        | Лейбл      |
| ---------------- | ----------------------------- | ---------- |
| Мир              | Цифровая дистрибуция стриминг | Cube Kakao |
| Республика Корея | CD                            | Cube Kakao |